# کادیلاک ایکس‌تی۵
کادیلاک ایکس‌تی۵ (به انگلیسی: Cadillac XT5؛ مخفف: Crossover Touring 5) یک شاسی‌بلند لوکس کامپکت / کراس‌اوور سگمنت دی است که توسط جنرال موتورز ساخته شده است. این خودرو در نوامبر ۲۰۱۵ در نمایشگاه خودروی دبی و لس آنجلس معرفی شد. ایکس‌تی۵ جایگزین کراس‌اوور کادیلاک اس‌آرایکس در بهار ۲۰۱۶ شد. این دومین مدلی است که از طرح نامگذاری الفبایی عددی جدید کادیلاک (پس از سی‌تی۶) و اولین مدل در سری کراس‌اوور تورینگ (XT) استفاده می‌کند. ایکس‌تی۵ در کارخانهٔ تولیدی اسپرینگ هیل جنرال موتورز تولید می‌شود. ایکس‌تی۵ در بازار چین در شانگهای توسط سایک-جی‌ام تولید می‌شود.
تا تاریخ ۲۰۱۷، ایکس‌تی۵ پرفروش‌ترین مدل کادیلاک در ایالات متحده و در سطح جهان بود.